# Túnel d'Erinyà
El Túnel d'Erinyà és un túnel de carretera modern a cavall dels termes municipals de Conca de Dalt, a l'antic terme de Toralla i Serradell, dins de l'àmbit del poble d'Erinyà, i de Senterada, en territori del poble de Reguard, al Pallars Jussà.
Està situat a la dreta del Flamisell, a ponent del Congost d'Erinyà. Travessa les Roques del Congost occidentals.
És un dels túnels de la carretera N-260, en el seu traçat modern, que serveix perquè aquesta carretera eviti el pas per l'estret Congost d'Erinyà, per on roman, tot i que de pas restringit, el seu traçat antic, denominat actualment N-260a.
Va ser inaugurat el juliol del 1999 després de tres anys d'obres, dins de la remodelació del tram la Pobla de Segur - Senterada de la carretera N-260.